# It's All About the Pentiums
It's All About the Pentiums è un singolo di "Weird Al" Yankovic estratto dall'album Running with Scissors. È la parodia di It's All About the Benjamins di Puff Daddy.

## Significato
La canzone parla di un uomo con l'ossessione degli hardware del computer.  Tra le cose che rivendica di avere, certo non comuni nel 1999: 100 GB di RAM e uno schermo piatto da 40 pollici; inoltre non alimenta i troll, non legge lo spam e parla con Bill Gates al telefono. 
Yankovic ammise che aveva scritto la canzone pochi giorni prima che l'intero album fosse masterizzato.

## Tracce
1. It's All About the Pentiums – 3:34
2. The Saga Begins – 5:28

## Il video
Il video ha due ambientazioni: da una parte si vede Al cantare e ballare in un ufficio insieme a delle ballerine, dall'altra si vede Al esibirsi dal vivo insieme alla sua band e, come pubblico, ci sono dei programmatori.
Nel video appaiono anche, come guest star, Emo Philips, che interpreta un impiegato.